# Anno 117: Pax Romana
Anno 117: Pax Romana — це майбутня стратегія в реальному часі про будівництво міст, розроблена Ubisoft Mainz та опублікована Ubisoft . Це восьма частина серії Anno, яка пропонує стратегічний ігровий процес з будівництва міст у Стародавньому Римі, найдавнішому історичному місці франшизи. Вперше гравці можуть вибирати між початковими провінціями: керувати або Римською імперією в Лаціумі, або Кельтським королівством в Альбіоні, щоб поширювати римський або кельтський культурний вплив. Гравці беруть на себе роль губернатора, вибираючи між шляхами лояльності або повстання, зосереджуючись на владі або економічному зростанні.
Ubisoft офіційно анонсувала гру в червні 2024 року. Її вихід заплановано на кінець 2025 року на Windows, PlayStation 5 та Xbox Series X/S.

## Ігровий процес
Anno 117: Pax Romana пропонує найдавніший на сьогоднішній день історичний сеттинг у франшизі, переносячи гравців в епоху Стародавнього Риму.   Підзаголовок «Pax Romana» (Римський мир) посилається на майже 200-річний період відносного миру та стабільності в Римській імперії. Ця епоха характеризувалася процвітаючою економікою, розгалуженими торговельними мережами та значними досягненнями в галузі культури та архітектури, багато з яких і сьогодні, через понад 2000 років, можна побачити в Центральній Європі. Цей період є ідеальним тлом для гри, присвяченої торгівлі та будівництву міст, яка дозволяє гравцям увійти в роль претора, або губернатора, обраної ними римської провінції.  
Вперше в серії гравці можуть вибирати між різними провінціями для початку гри, керуючи або Римською імперією в Лаціумі, або кельтським королівством в Альбіоні, поширюючи культурний вплив римлян або кельтів відповідно.   Гравець візьме на себе роль губернатора, щоб розвивати імперію і формувати її майбутнє, вирішуючи, чи досягти успіху за допомогою сили чи економічного зростання.  Гра пропонує два шляхи щодо ролі: або як лояліст, або як бунтівник. 

## Розробка
Розробкою Anno 117: Pax Romana займалося відділенням Ubisoft Mainz та має бути опублікована Ubisoft. Анонсована в червні 2024 року, гра має вийти на Windows, PlayStation 5 та Xbox Series X/S наприкінці 2025 року.  Це восьма частина серії Anno, яка використовує відомі елементи стратегічного містобудування.  Розробка гри з літа 2023 року субсидується Федеральним міністерством економіки Німеччини на суму 5,7 млн євро.
В інтерв'ю IGN креативний директор Мануель Рейнхер заявив, що команда зосереджена на поліпшенні стартового досвіду для нових гравців, зберігаючи при цьому складність гри. Вони планують зробити гру більш модульною, що дозволить новим гравцям вибирати і досліджувати конкретні провінції з більш широким контекстом і сюжетом. Основні гравці все ще можуть насолоджуватися управлінням декількома землями та торгівлею, оскільки гра стане більш адаптованою та зручною для користувачів. Команда прагне зберегти спадщину бренду, одночасно впроваджуючи нові функції. Акцент на свіжих ідеях та більш соціальному контенті розглядається як новий спосіб задовольнити очікування гравців. Вони проводять ребрендинг, щоб розширити спільноту та зміцнити партнерство між гравцями та розробниками для найкращого досвіду. Розробники також планують більше зосередитися на дипломатії, ніж у попередніх іграх. 

## Випуск та просування
Гру було представлено під час презентації Ubisoft Forward у червні 2024 року.   Разом з анонсом був випущений тизер-трейлер з живими акторами. У ньому зображений публічний глашатай, який читає римські писання на порожньому полі з вівцями, що компенсувало відсутність кадрів з ігрового процесу.   Герольд з'явився у другому рекламному відео, до якого було додано 117 коментарів у соціальних мережах від людей, які давно бажали, щоб Римська імперія стала місцем дії нової гри Anno. Було опубліковано кілька ілюстрацій, які, за словами розробників, містять деякі підказки щодо змісту гри. Скріншот був випадково завантажений на офіційний сайт Anno, але швидко видалений. На витоку зображення було видно велике прибережне поселення, розділене на кілька районів.  У листопаді 2024 року були опубліковані перші офіційні скріншоти, на яких було показано підтверджені регіони Альбіон та Лаціум. Ландшафти включають скелясту місцевість, лісисті зелені зони та болотоподібне середовище.  
У липні 2024 року Ubisoft Mainz провела конкурс через Anno Union, в якому кожен міг створити орнамент для Anno 117. Для конкурсу було надано шаблон, який фанати могли використовувати для творчості. Силует статуї потрібно було завершити та надіслати до Ubisoft.  Було проведено ще два конкурси для спільноти: в першому учасники створювали ігрове завдання, а в другому — проектували острів.  На Gamescom 2024 Ubisoft поділилася новими подробицями про Anno 117. Гра має внести значні зміни до усталеної механіки, особливо через концепцію романізації проти кельтських традицій. Гравці можуть вибирати культурні шляхи, які впливають на розвиток міста, виробничі ланцюжки та зростання населення. 19 травня 2025 року був випущений новий трейлер, в якому вперше було показано ігровий процес.  На сайті Polygon відзначено деякі зміни порівняно з попередніми частинами, такі як можливість будувати будівлі по діагоналі та вплив розміщення виробничих будівель на навколишню територію. 

## Зовнішні посилання
- Офіційний сайт